# جویزپینار (گرگر)
جویزپینار {{ترکی|Cevizpınar) (به کردی: Bêxo) یک منطقهٔ مسکونی کردنشین در ترکیه است که در گرگر، آدیامان واقع شده‌است.